# Guidoriccio da Fogliano
Guidoriccio da Fogliano ou encore Guido Riccio da Fogliano (né à Reggio d'Émilie en 1290 - mort à Sienne en 1352) est un condottiere italien du Trecento.

## Biographie
Fils du comte de Fogliano, Guidoriccio est originaire du Reggio d'Emilie.
Guidoriccio da Fogliano fut d'abord chargé de collecter les impôts dans les villages avant d'offrir ses services à la ville de Sienne. Il devint capitaine de l'armée siennoise après avoir conclu une condotta avec la ville sur la base d'un contrat semestriel, qui fut renouvelé entre 1327 et 1333, soit plus de douze fois, période exceptionnellement longue pour un condottiere du Trecento. En 1328, il mena ses troupes à la conquête de la région de la Maremme, aboutissant à la prise et à la destruction d'Ansedonia et de Montemassi, puis de Sassoforte en 1330 et d'Arcidosso en 1331. Il resta toute sa vie au service de la ville de Sienne en étendant ses compétences au domaine de la justice à partir de 1341, dans la répression des conflits entre magnats et pour la protection des Siennois face à leurs violences. Il reprit les armes, toujours au service de Sienne les deux dernières années de sa vie, en 1351 et 1352. Ses funérailles officielles coûtèrent plus de 500 florins à la ville, qui lui éleva, par ailleurs, un monument funéraire dans l'église San Domenico. 
Sa solde  annuelle de capitaine, qui s'élevait en octobre 1328 à 3 333 livres, doublée un an plus tard, représentait environ 10% du budget de la cité. Sienne lui accorda en 1332 le titre de chevalier, accompagné d'un don de 500 florins et d'une précieuse coupe d'argent.
En 1328, au Palazzo Pubblico de Sienne, Simone Martini a peint une fresque commémorant la prise de la Rocca de Montemassi (sur la commune de Roccastrada) par Guidoriccio la même année intitulée Guidoriccio da Fogliano all'assedio di Montemassi. On pense aujourd'hui qu'elle aurait en fait été réalisée quelques années plus tard. Une campagne d’étude menée en 1980-1981 a permis en effet de retrouver les traces d’une fresque plus ancienne recouverte par celle de Simone Martini.
Simone Martini a repris sensiblement la même illustration de Guidoriccio da Fogliano all'assedio di Montemassi pour la confection de la Tavoletta di Biccherna des mois de juillet à décembre 1328 conservée aux Archives d'État de Sienne.

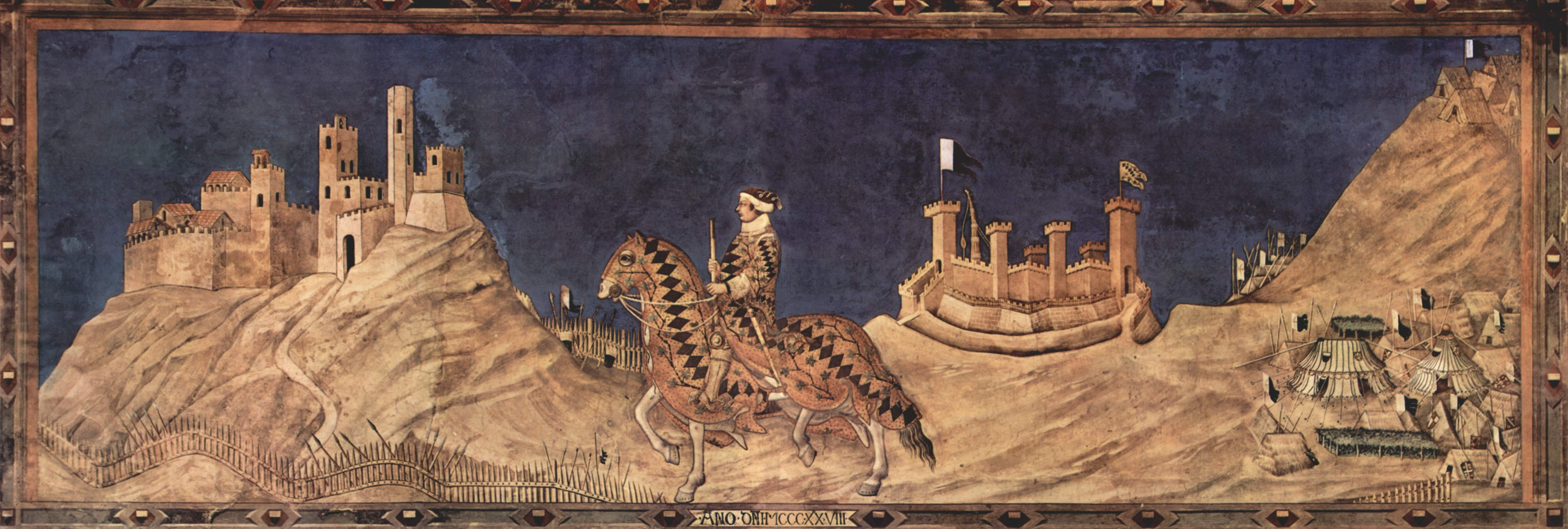
Guidoriccio da Fogliano all'assedio di Montemassi, la fresque de Simone Martini représentant la prise de la Rocca de Montemassi par Guidoriccio da Fogliano (1328).